# SR SCV 3141
Die Güterwagenbaureihe SCV nach Musterblatt 3141 war ein zweiachsiger gedeckter Güterwagen zum Viehtransport und wurde 1930 von der britischen Southern Railway (SR) entwickelt. Gebaut wurden die ersten Exemplare für den Transport von Groß- und Kleinvieh bei der Birmingham Railway Carriage and Wagon Company. Die letzten Wagen entstanden 1951 bei British Railways in den bahneigenen Werkstätten in Lancing. Insgesamt wurden 60 Exemplare gebaut. Die Bezeichnung SCV war eine Abkürzung für Special Cattle Van (deutsch etwa: Spezial-Viehwagen).

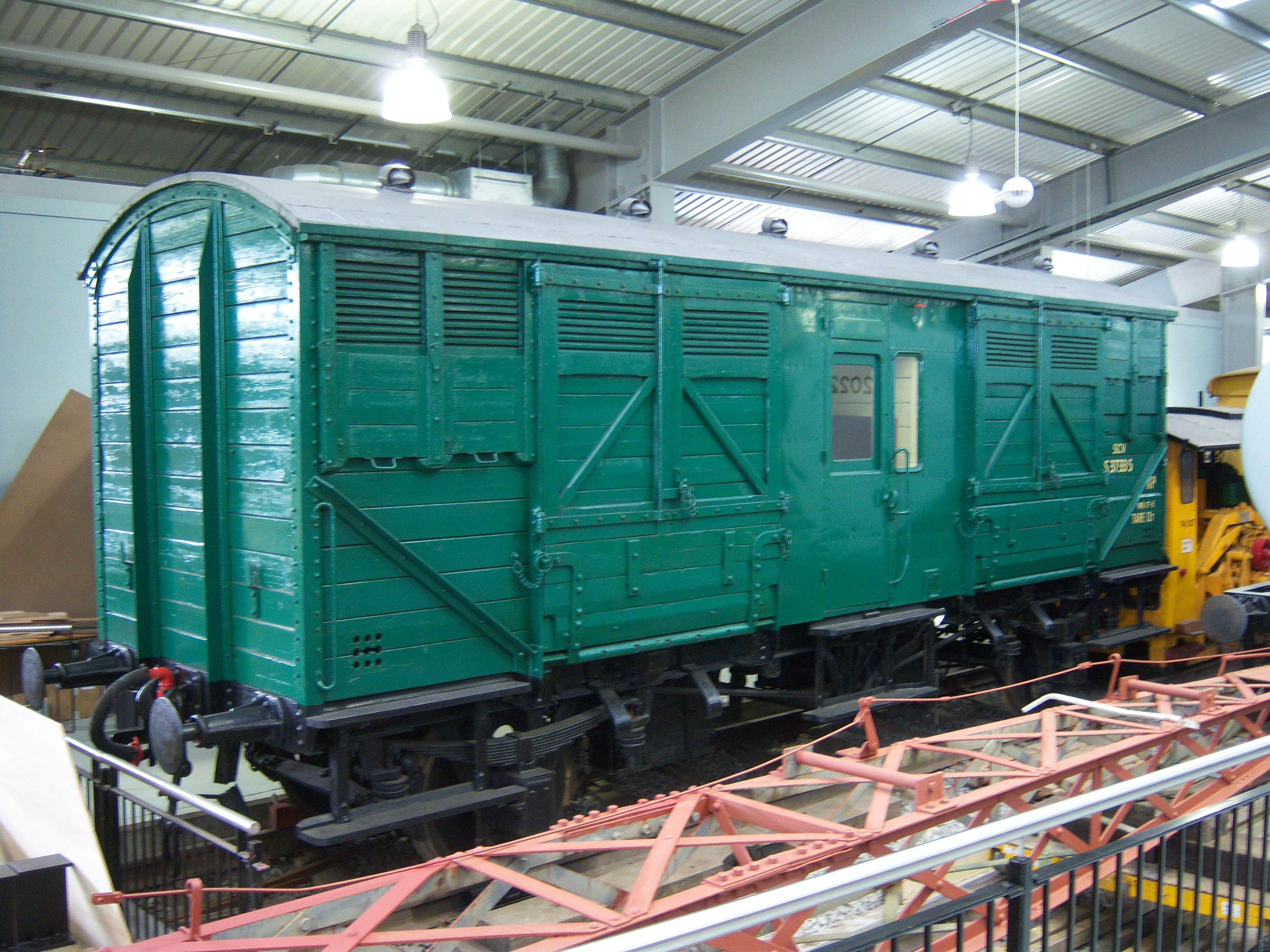
Erhaltener Wagen Nr. 3733

Ab den 1950er Jahren war der Viehtransport mit der Eisenbahn in Großbritannien rückläufig. Bis 1962 hatte British Railways die Zahl der Bahnhöfe, die Viehtransporte aufnahmen, reduziert. In den Folgejahren wurde das Angebot schließlich ganz eingestellt.
Der 1951 gebaute Wagen Nummer 3733 ist erhalten geblieben und steht heute im Locomotion Museum in Shildon.